# 2023년 4월 20일 일식
2023년 4월 20일 일식은 달이 지구와 태양 사이를 지나는 혼성일식이다. 혼성일식은 달의 시직경이 태양의 시직경과 비슷하여, 관측 지역에 따라 개기일식 또는 금환일식으로 보이는 일식이다. 개기일식이나 금환일식은 매우 좁은 지역에서만 관측 가능하며, 대부분의 다른 지역에서는 부분일식으로 관측된다.
이번 일식은 케르겔렌 제도 인근의 인도양에서 시작되어 오스트레일리아 서쪽 끝의 노스웨스트케이프 반도와 배로우섬, 동티모르 동부, 인도네시아 다마르섬과 파푸아주, 마지막으로 마셜 제도에서 관측할 수 있다. 육상에서 관측 가능한 최대지속식은 동티모르에서 약 76초의 개기일식이다. '천문학적'으로는 금환일식과 개기일식이 섞여 있는 혼성일식이지만 실제로는 대부분의 경로에서 개기일식이 나타나고 인도양과 태평양 해상에서만 금환일식이 나타난다.
그 외 동남아시아와 오스트레일리아 거의 전역에서 50%가 넘는 부분일식을 관측할 수 있다.
4월 20일 일식은 해돋이, 해넘이와 가까운 경로에서는 일부 지역에서 금환일식이 발생하는 혼성일식이다. 또한 근지점(2023년 4월 16일 일요일)을 통과한지 4.1일만에 발생하는 일식으로 달의 겉보기지름이 평균보다 1.02% 더 크다.

### 동티모르

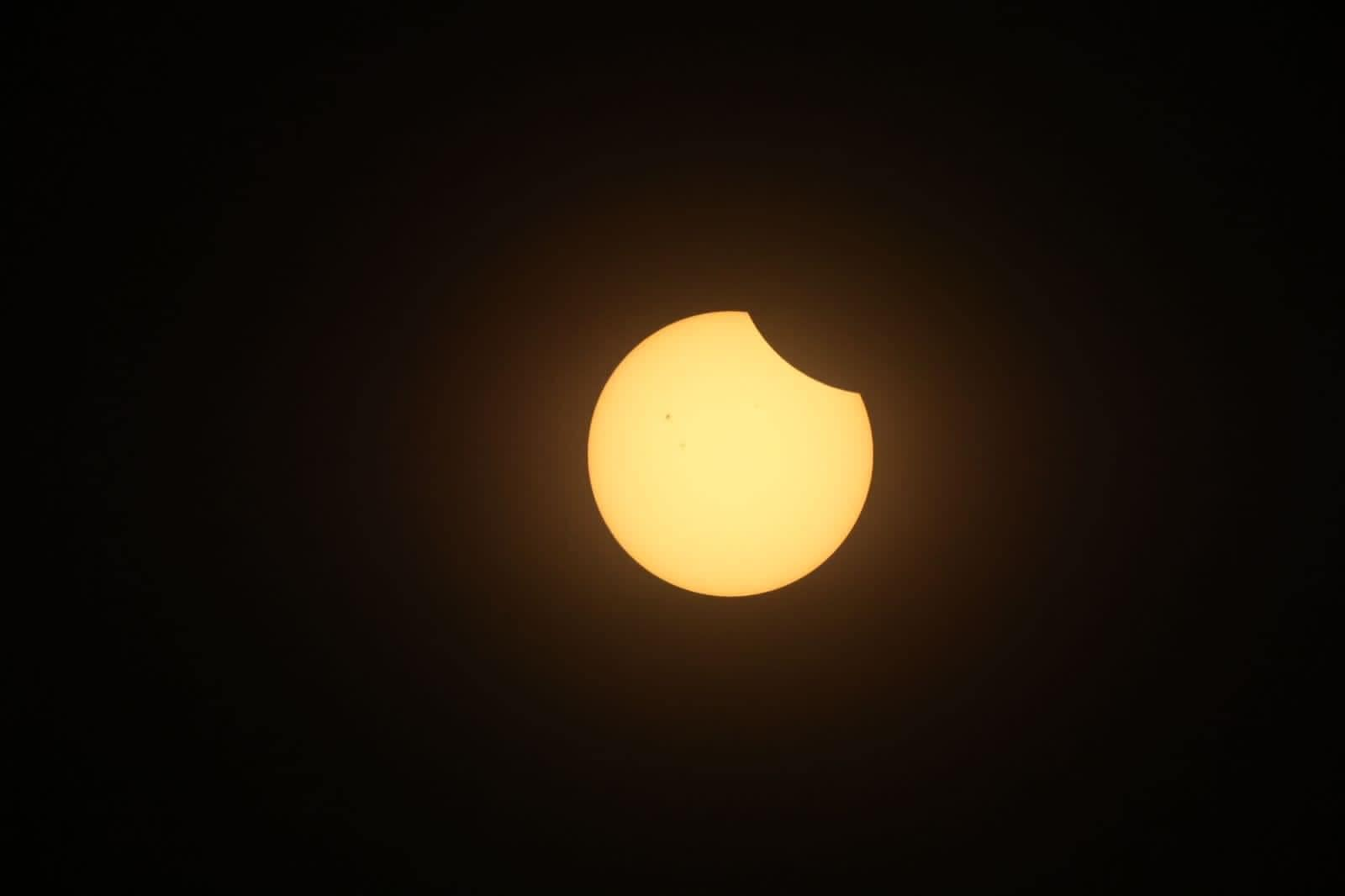
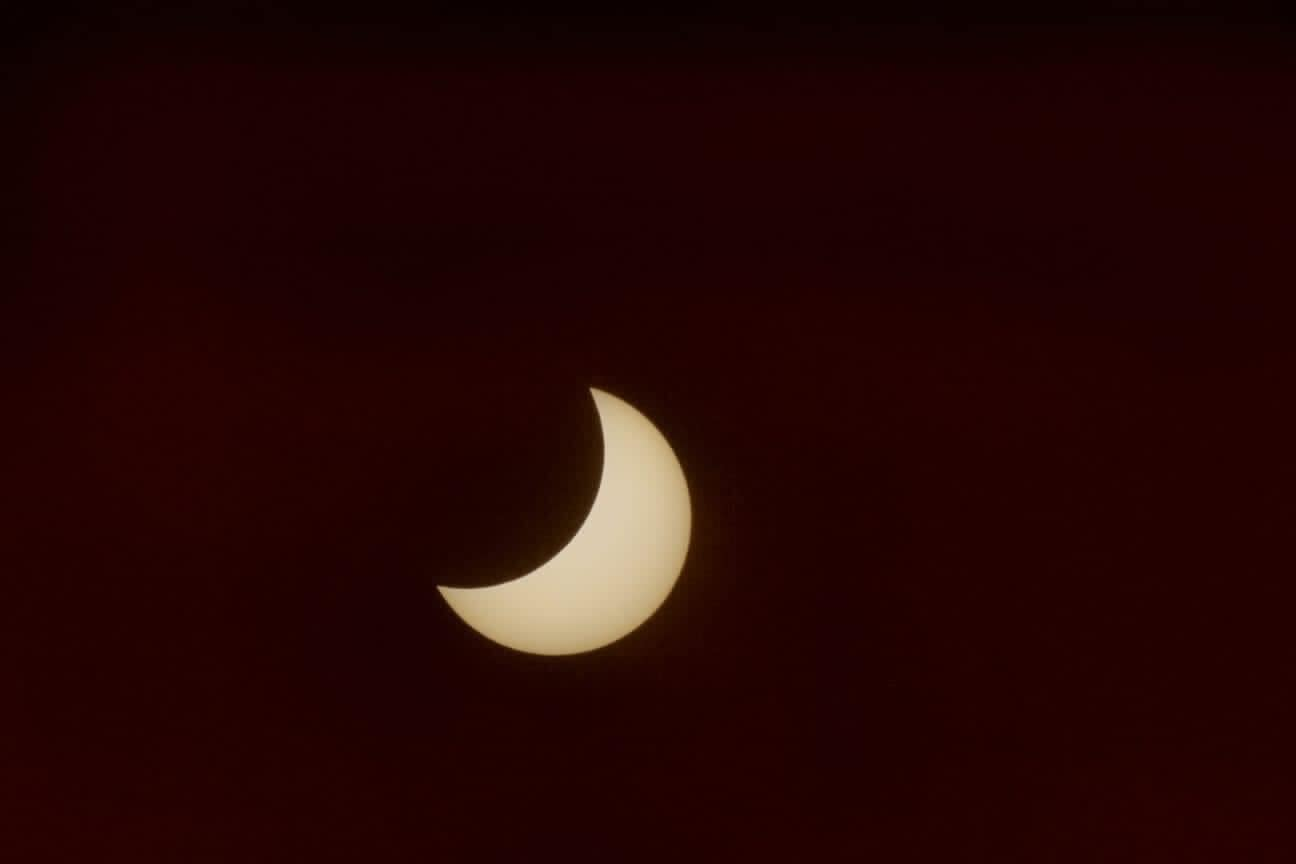
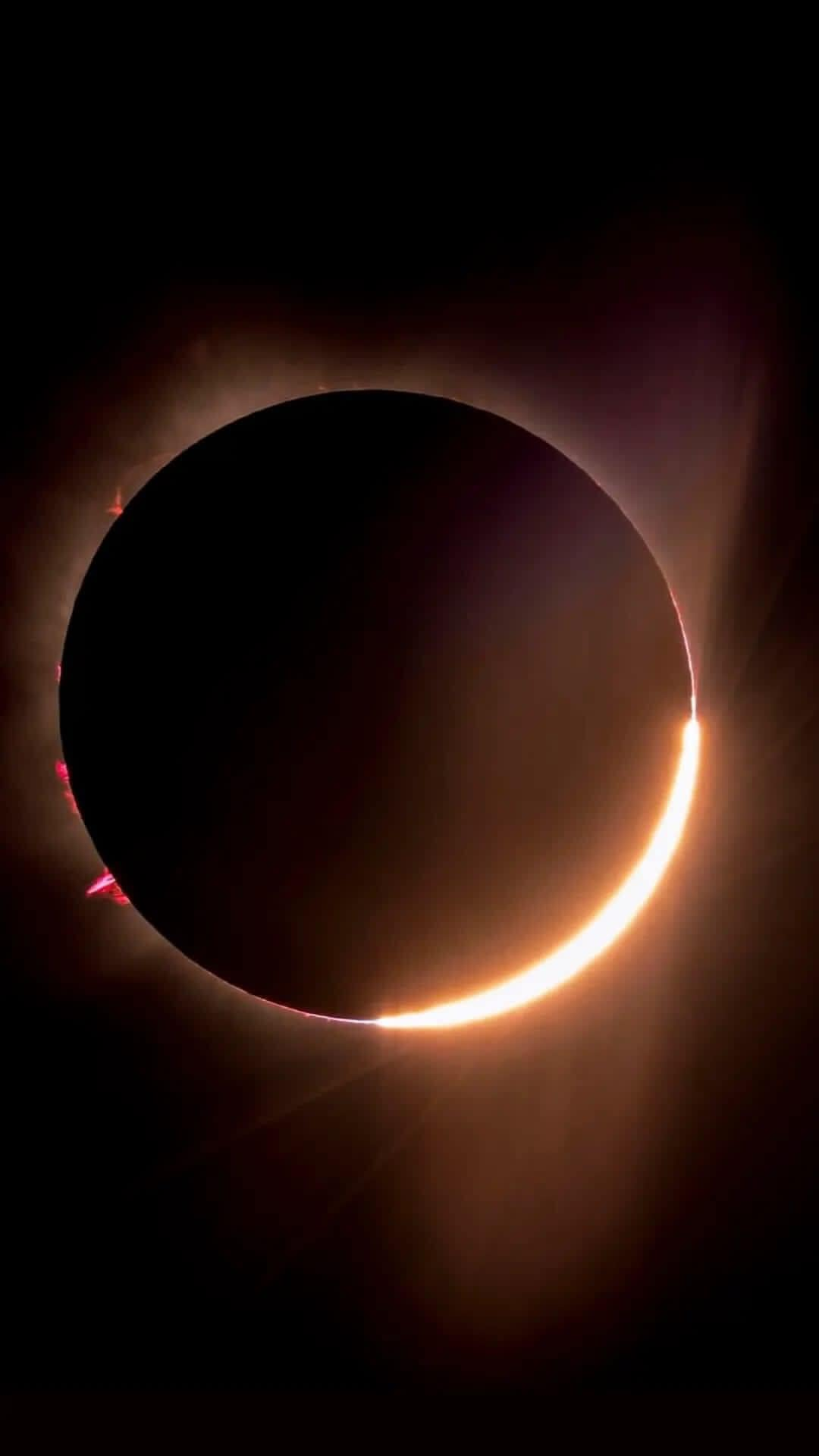
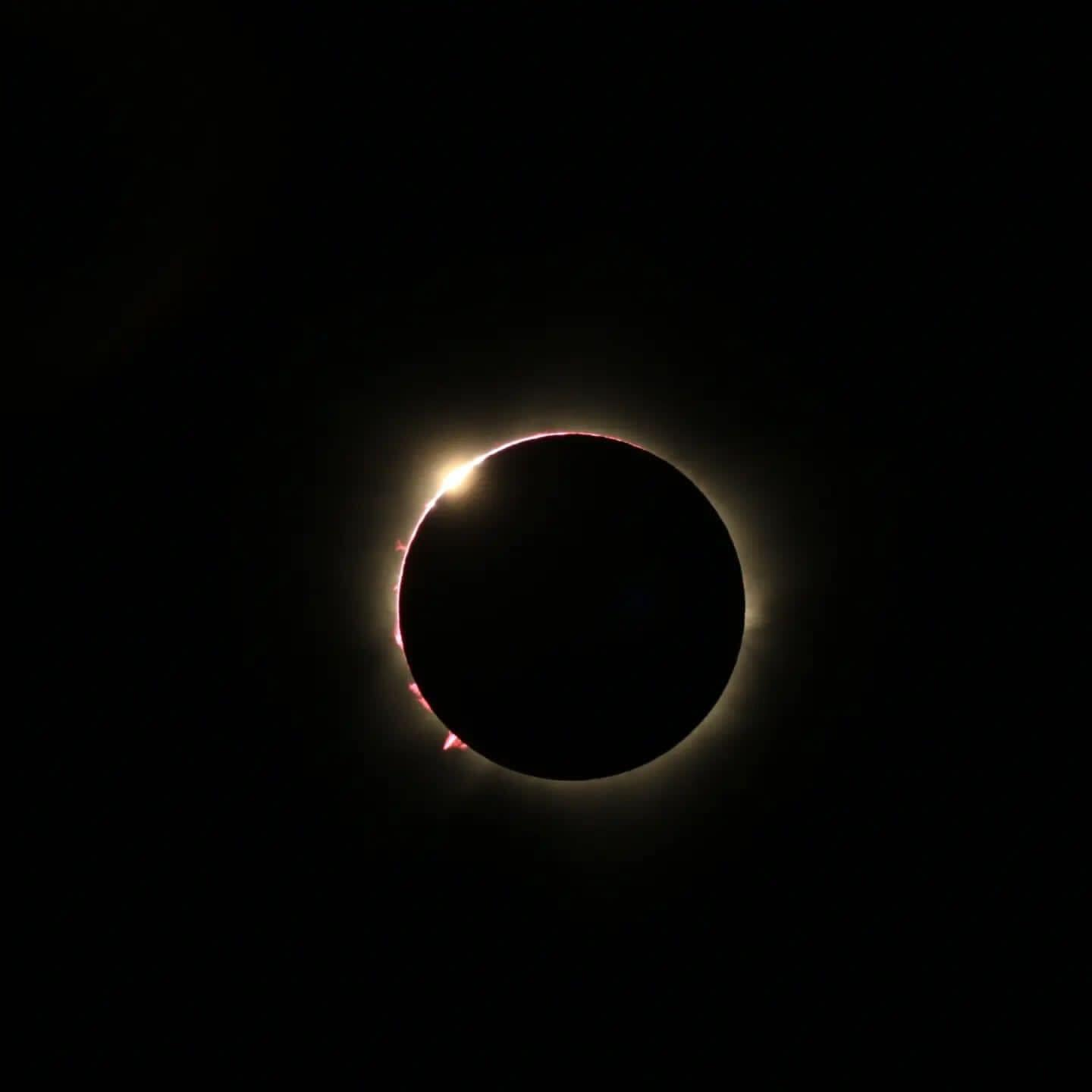
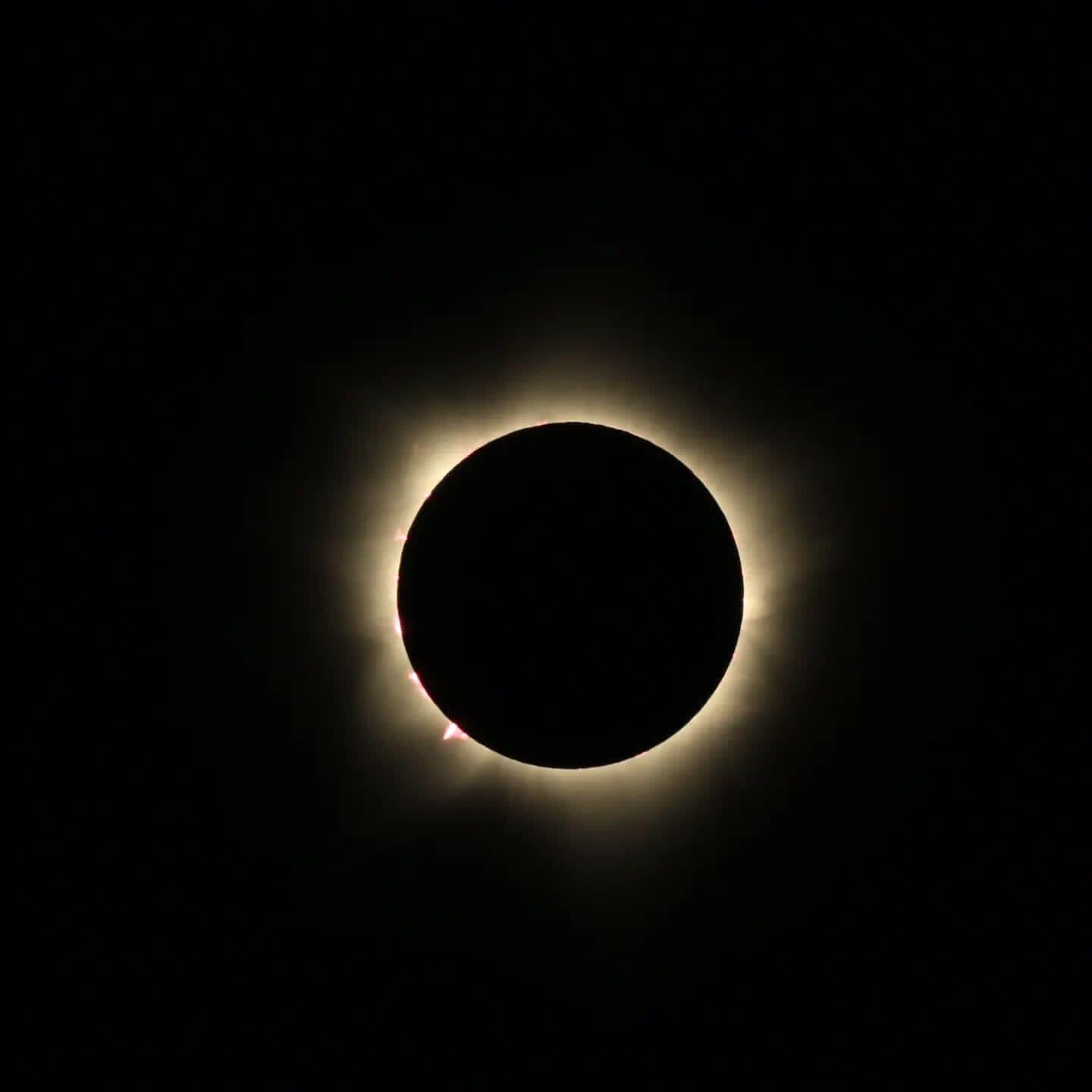
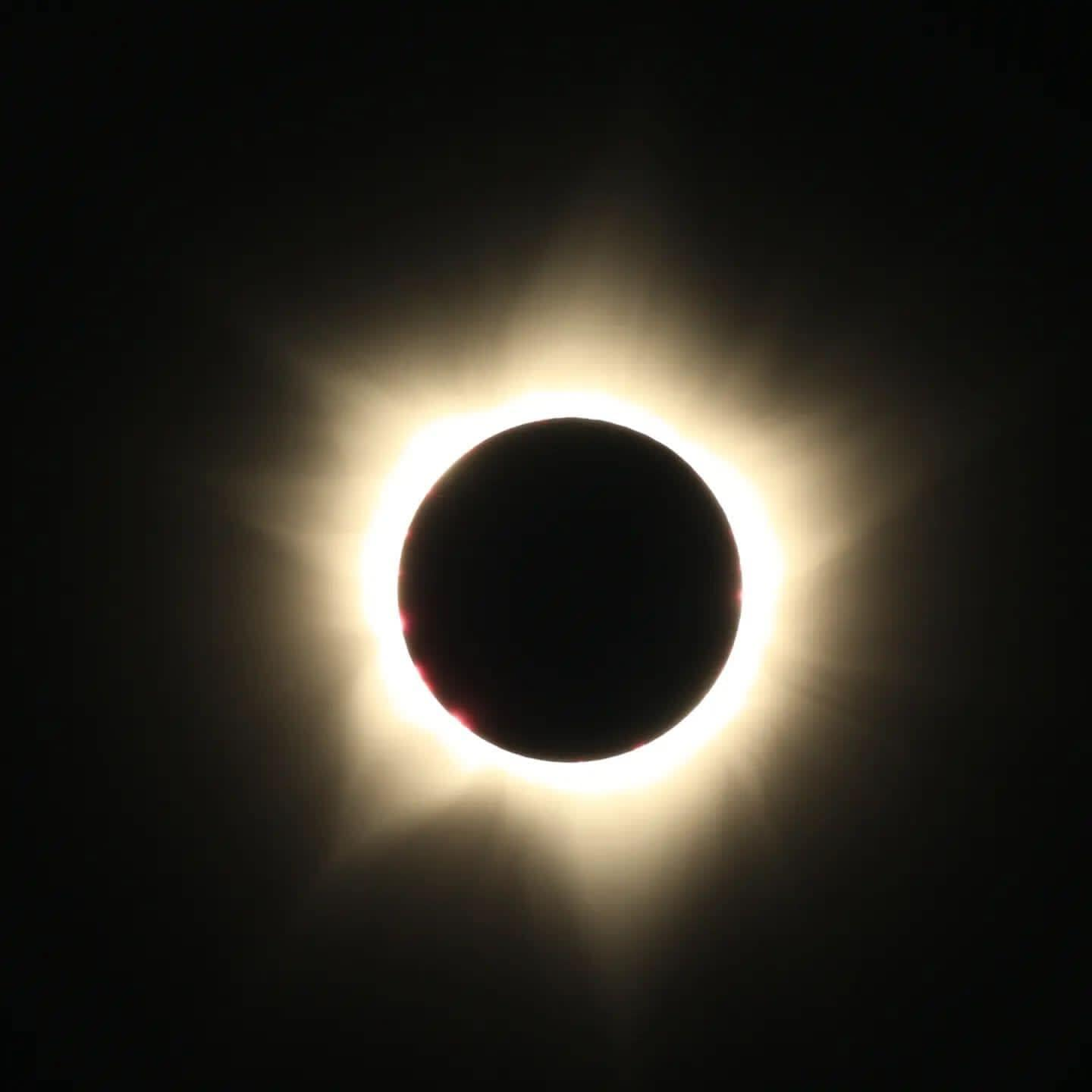

## 관측 사진

### 인도네시아

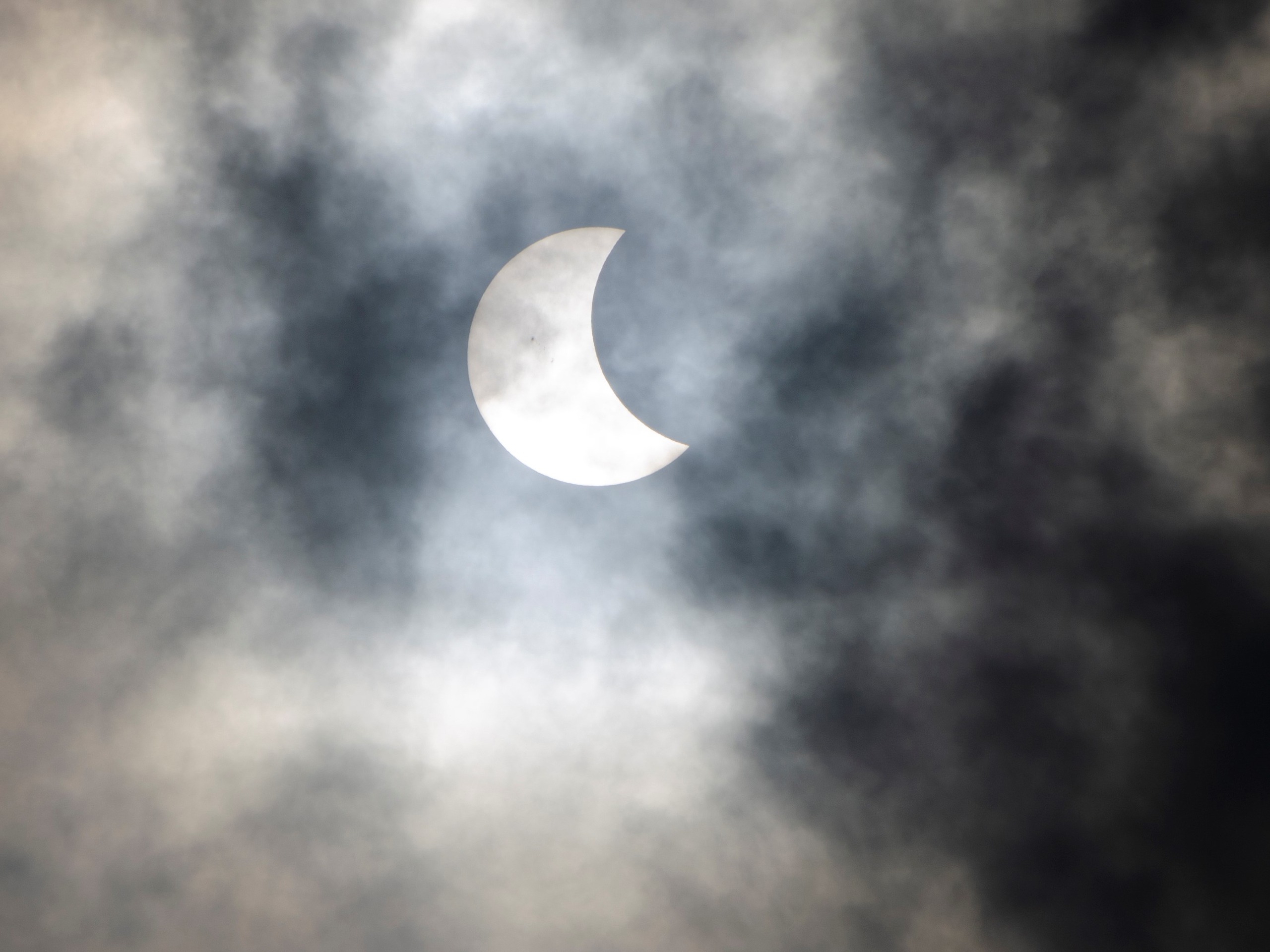
인도네시아 자카르타 03:47 UTC 시각에 관측한 부분일식.
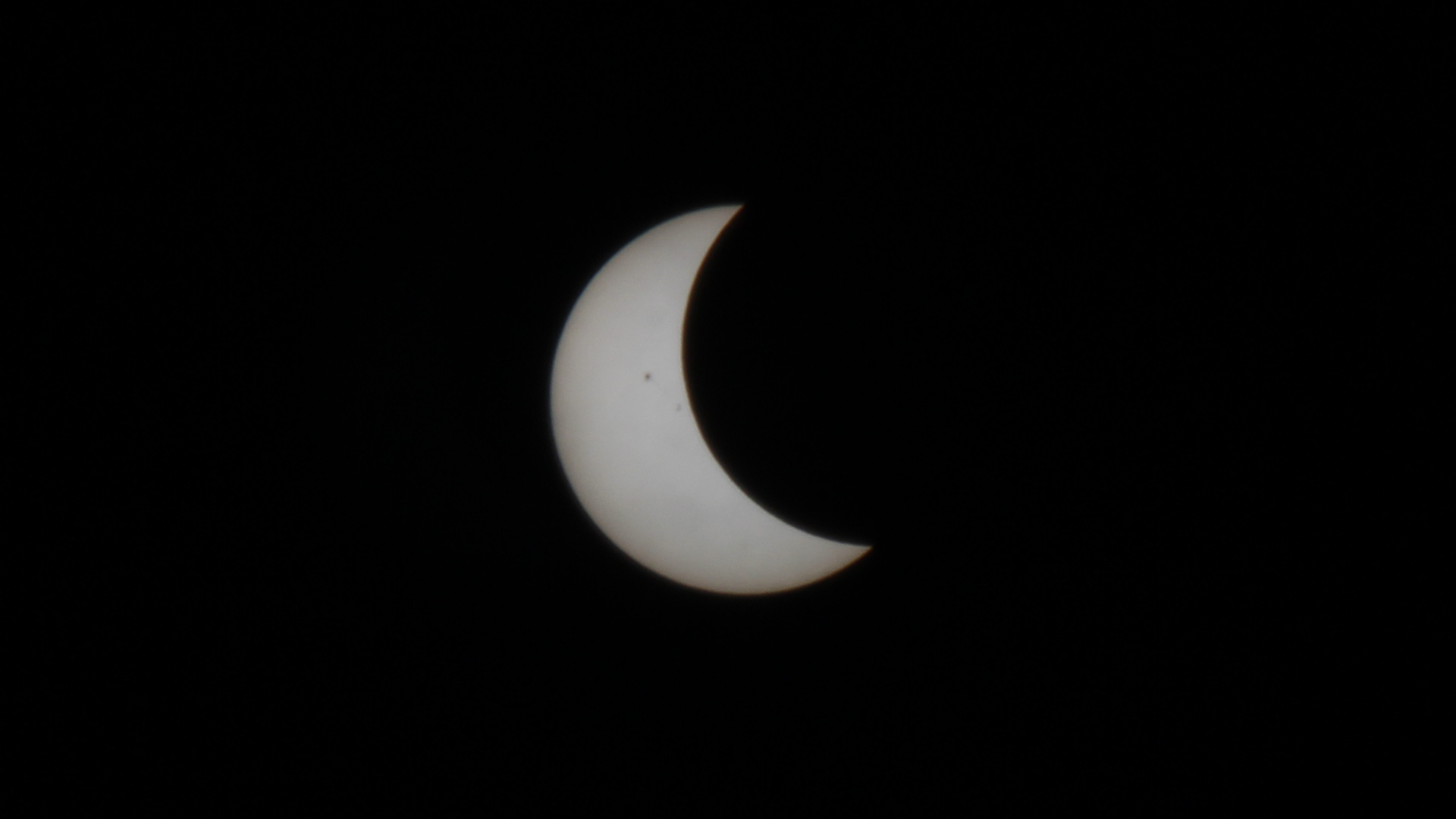
동자와주 마게탕현 03:51 UTC 시각에 관측한 부분일식.
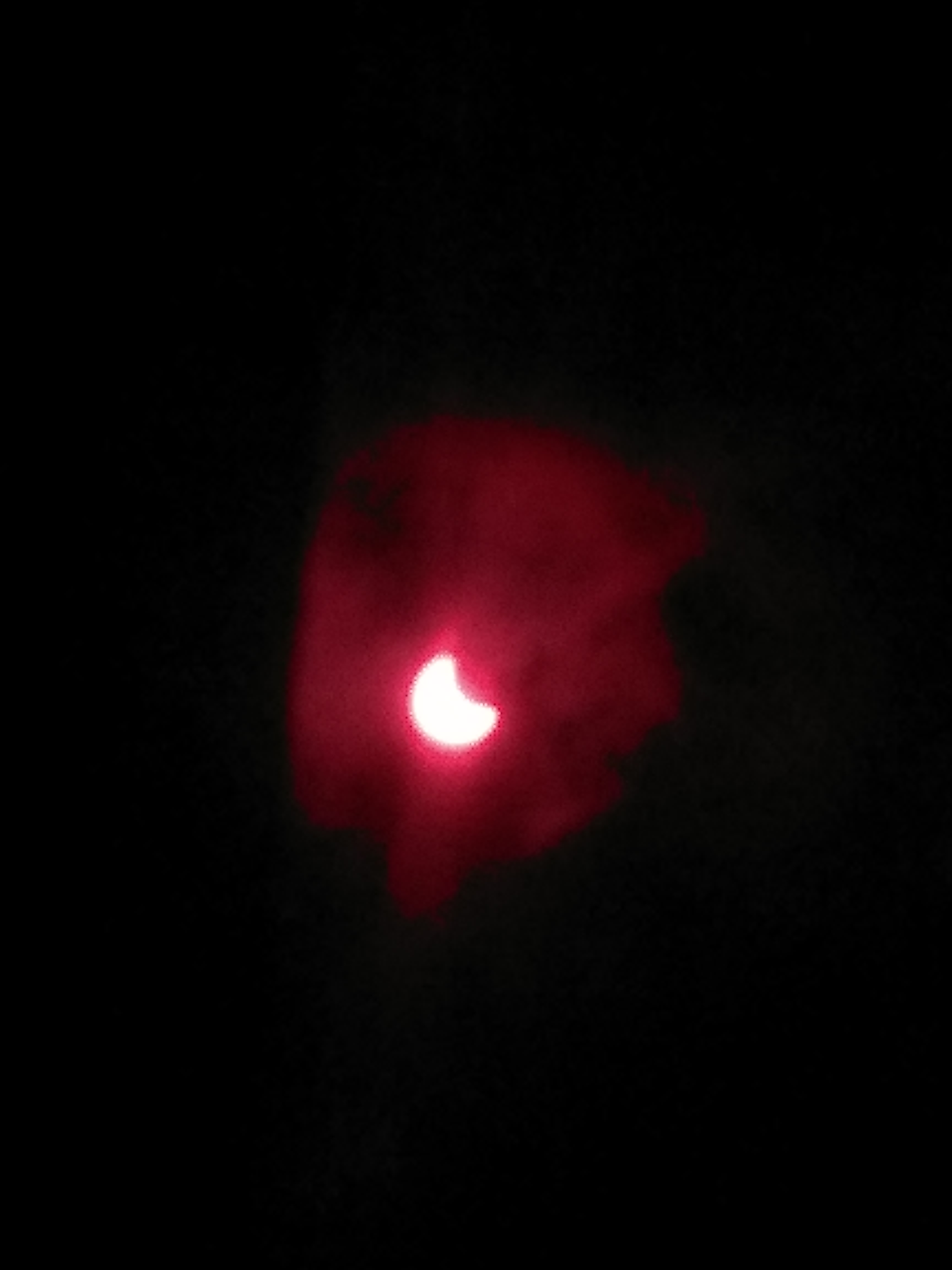
중앙칼리만탄주 팔랑카라야에서 04:02 UTC 시각에 관측한 부분일식.

### 필리핀

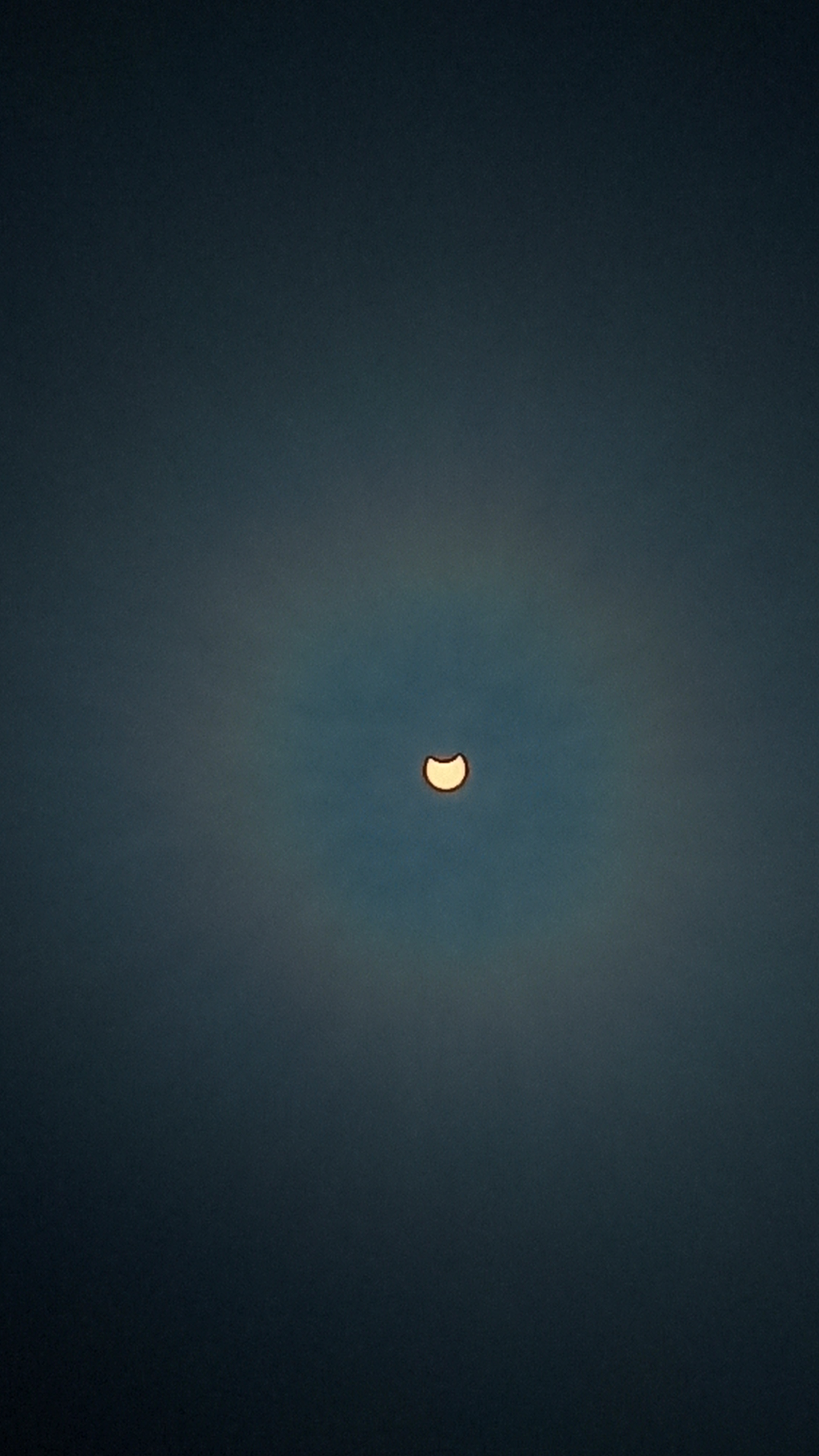
04:55 UTC에 불라칸주산호세델몬테에서 관측한 부분일식.